# آبژیوا
آبژیوا (به لاتین: Abzhywa) یکی از هفت منطقه تاریخی آبخاز در کشور گرجستان است و بر این اساس یکی از هفت ستاره پرچم آبخاز نشان دهنده آبژیوا است. 
قلمرو
پیش از پیوستن شاهزاده نشین آبخاز به روسیه، آبژیوا منطقه اداری جداگانه آن را تشکیل می‌داد. بعدها، در امپراتوری روسیه، آبژیوا استان آبخازیا را تشکیل داد. بیشتر قلمرو اوچامچیرا امروزی و همچنین بخشی از قلمرو ناحیه تکوارچلی آبخاز، میان رود کودوری و اوخورئی را اشغال کرد.